# Straßburger Schädelsammlung

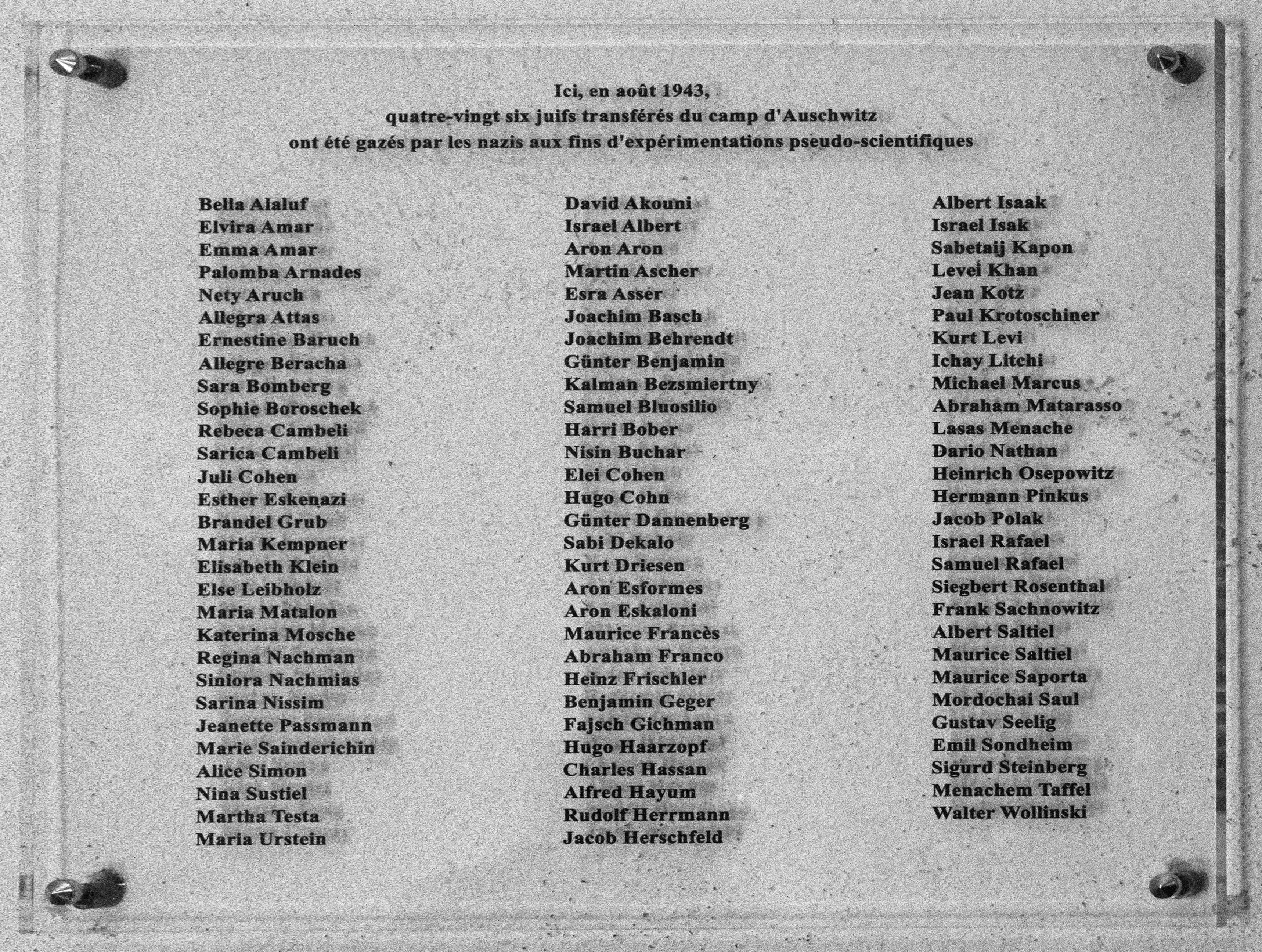
Gedenktafel in Natzweiler-Struthof mit den Namen der 86 Juden, die für die geplante „Schädelsammlung“ ermordet wurden

Unter dem Namen Straßburger Schädelsammlung wird ein 1946 aufgedecktes NS-Verbrechen zusammengefasst. Im Rahmen von Rassenforschungen wurden 115 Menschen im KZ Auschwitz für die Ermordung ausgewählt. 86 Juden wurden anschließend im KZ Natzweiler vergast. Die Leichen sollten zwecks einer rassenanthropologischen Studie für ein Museumsprojekt präpariert werden. Der Befehl dazu wurde von Heinrich Himmler erteilt, aktiv beteiligt waren unter anderem Bruno Beger, August Hirt und Wolfram Sievers.

## Hintergrund

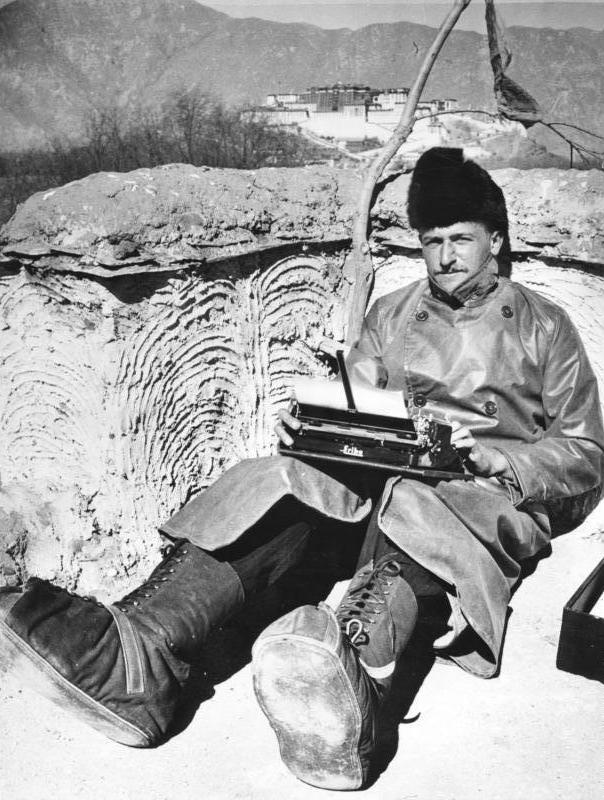
Bruno Beger bei der Tibetexpedition (1938 bis 1939)

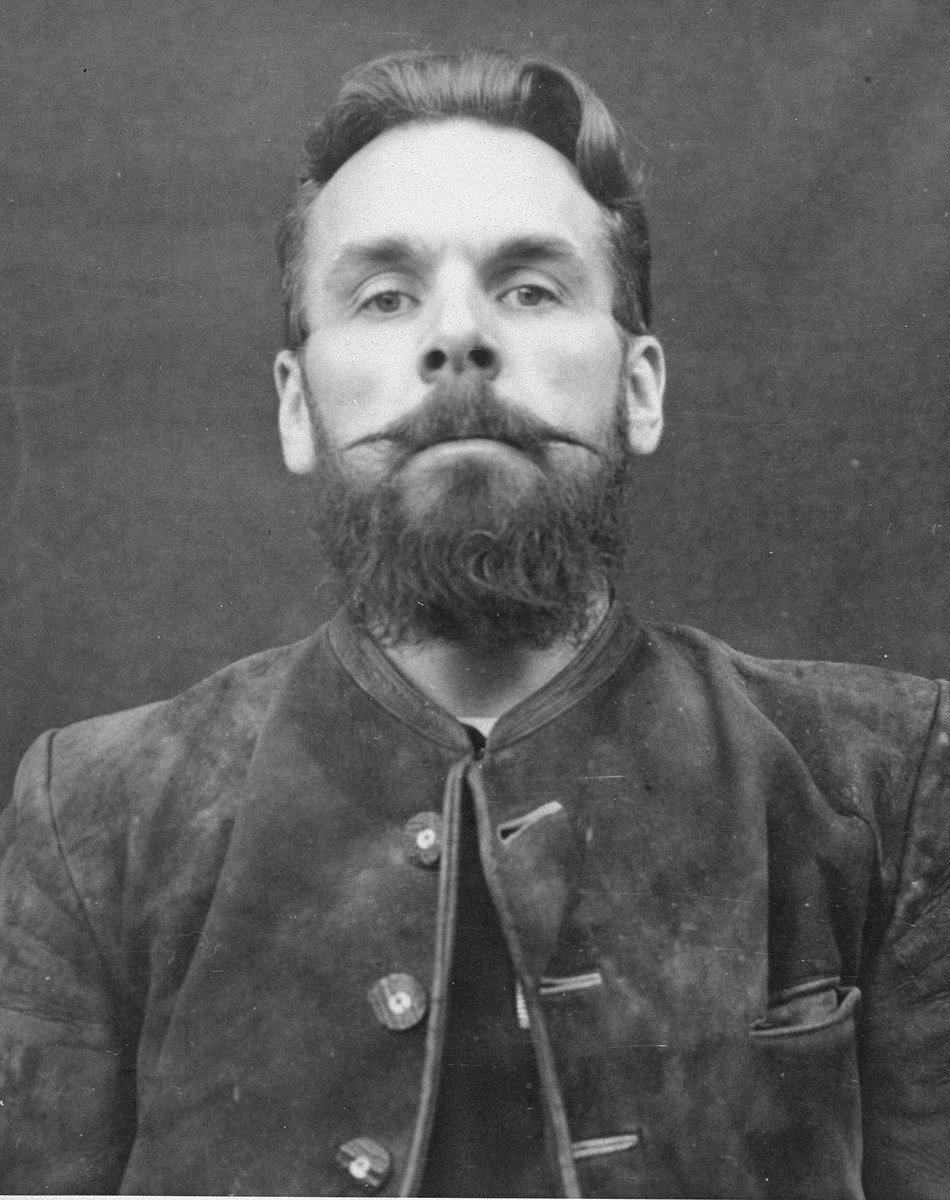
Wolfram Sievers zum Zeitpunkt des Nürnberger Ärzteprozesses

Der Anthropologe Bruno Beger, der als Rasseprüfer im SS-Rasse- und Siedlungshauptamt eingesetzt war, gehörte zu den Teilnehmern der deutschen Tibet-Expedition 1938/39 unter der Leitung Ernst Schäfers und der Schirmherrschaft Heinrich Himmlers. Nach der Rückkehr der Teilnehmer gründete der Leiter der Forschungsgemeinschaft Deutsches Ahnenerbe Wolfram Sievers die Forschungsstätte Innerasien und Expeditionen, um die Ergebnisse der Expedition auswerten zu können. Bruno Beger befasste sich im Rahmen dieses Unterfangens mit der damals gängigen Vermutung, dass die Ursprünge Europas in Tibet lägen. Diese These war schon von Johann Friedrich Blumenbach verbreitet worden, und Immanuel Kant sprach von Tibet als der „Wiege des menschlichen Geschlechts“, von wo „alle unsere Religion“ gekommen sei.
Wie die Historiker Peter Mierau und Wolfgang Kaufmann gezeigt haben, blamierte sich Beger bei Himmler, als er ohne Beweise für dessen Thesen aus Tibet zurückkam. Begers größter Erfolg während der Nazi-Zeit war seine Mitwirkung an der „Tibet-Schau“ im Haus der Natur Salzburg. Von 1938 bis 1945 war dieses Museum als Forschungsstätte ins SS-Ahnenerbe integriert. Die dort bis heute ausgestellten Dioramen mit Lebensszenen von Tibetern lockten Besuchermassen an. Himmler plante nach dem Muster des Salzburger Museums deutschlandweit weitere Häuser der Natur zu errichten, in denen auch Abstammungstheorien veranschaulicht werden sollten. Diese Pläne wurden jedoch nicht realisiert.
Am 10. Dezember 1941 schlug Beger Sievers ein Habilitationsprojekt mit dem Titel „Die Wanderungswege der Indogermanen auf Grund nordrassiger Restbestandteile“ vor, in dem er die Wanderbewegungen anthropologisch belegen wollte, für die er in Tibet Anhaltspunkte gefunden zu haben glaubte. Angehörige der Ethnien zwischen Tibet und Nordeuropa, an denen Beger die Wanderungsbewegung belegen wollte, wären möglicherweise einer Vermessung von Körper und Kopf zugänglich gewesen. Doch Beger wollte durch die Abformung des Kopfes zunächst ein Positivmodell des Kopfes des lebenden Probanden herstellen und dann den Kopf abtrennen und skelettieren. So wollte er die Differenzierungen zwischen Schädelskelett, Fettgewebe, Muskeln und Haut erfassen.
Nachdem Beger als Kriegsberichterstatter vom Kommissarbefehl Kenntnis erlangt hatte, wollte er sich diesen zu Nutze machen. Unter den sowjetischen Kriegsgefangenen fanden sich Vertreter zahlreicher Ethnien aus den Sowjet-Republiken zwischen Vorderasien und dem Kaukasus, wie Usbeken, Kasachen, Tadschiken, Turkmenen oder Kirgisen. Da der Befehl vorsah, die „jüdisch-bolschewistischen Kommissare“ der Roten Armee direkt hinter der Front zu ermorden, wollte Beger deren Köpfe erhalten. „Jüdischer Bolschewismus“ war ein politischer Propaganda-Begriff. Die Wehrmacht stellte sich gegen dieses aufwendige Selektieren der Ethnien, die Abtrennung der Köpfe und Versendung in Konservierungsbehältern ins Reich. Am 10. August 1942 erließ Heinrich Himmler den Befehl zu einer wehrwissenschaftlichen Expedition. Das „Sonderkommando K“ sollte mit 150 Teilnehmern, vielen Fahrzeugen und sogar einem eigenen Flugzeug in den Kaukasus aufbrechen, unter Führung von Ernst Schäfer. Schäfers Plan enthielt die Aufgabenfelder Erde, Mensch, Pflanze und Tier. Für Beger war die „Abteilung Mensch“ vorgesehen, mit dem Ziel der „rassischen Totalerforschung des Kaukasus“.
Nach der deutschen Kapitulation in der Schlacht von Stalingrad am 2. Februar 1943 war indessen der Zugang zum Kaukasus verschlossen, so dass die Expedition abgesagt wurde. Zwischenzeitlich hatte die Wehrmacht begonnen, sowjetische Kriegsgefangene an die SS zu überstellen. Sie sollten in Konzentrationslagern als Arbeitssklaven ausgebeutet werden. In den KZ sollten auch die Kommissare ermordet werden. Beger wollte darum nun Schädel sowjetischer Kriegsgefangener aus Vorderasien in KZ erbeuten.

## Das Verbrechen

### Auswahl und Ermordung der Opfer
Nachdem Adolf Eichmann mitteilen ließ, es sei jetzt gerade „besonders geeignetes Material“ im KZ Auschwitz verfügbar, reiste Beger, zusammen mit Hans Fleischhacker, am 6. Juni 1943 dorthin, um 150 Personen für die Schädelgewinnung zu vermessen.
In Auschwitz fand er jedoch lediglich 4 Innerasiaten vor, die seiner Vorstellung entsprachen. Infolgedessen wählte er 115 Menschen aus, darunter 109 Juden, und begann diese zu vermessen. Nachdem Beger aufgrund einer Fleckenfieberepidemie abreiste, begann Sievers zu improvisieren, und der Plan geriet außer Kontrolle. So wurden 86 von Beger noch nicht ausgemessene Juden zum KZ Natzweiler-Struthof deportiert und dort in einer eilig improvisierten Gaskammer ermordet.

### Konservierung der Leichen
Da nach der Ermordung der Opfer die beim Monopolisten Apotela AG aus Zürich bestellte Abformmasse nicht beim Berliner Vertreter angekommen war, mussten die Leichen anderweitig konserviert werden. Die Einbringung von 10 Litern Konservierungsflüssigkeit ließ die Leichen so sehr aufquellen, dass eine Abformung des „normalen“ Kopfes unmöglich wurde. Die Anatomie verfügte damals nur über drei Leichenkühlfächer und war nicht in der Lage, neben den regulären Leichen für die Mediziner-Ausbildung so viele weitere Leichen aufzunehmen. Die Leichen waren für Beger damit wertlos.
August Hirt war an der Auswahl der Opfer weder persönlich noch durch Mitarbeiter beteiligt gewesen. Während der Konservierung der Leichen fuhr er für eine Kur in die Steiermark. Die fremden Leichen gingen nicht in den Besitz seines Instituts über. Bis kurz vor dem Eintreffen der Alliierten in Straßburg befasste er sich nicht mehr mit ihnen.

### Aufklärung

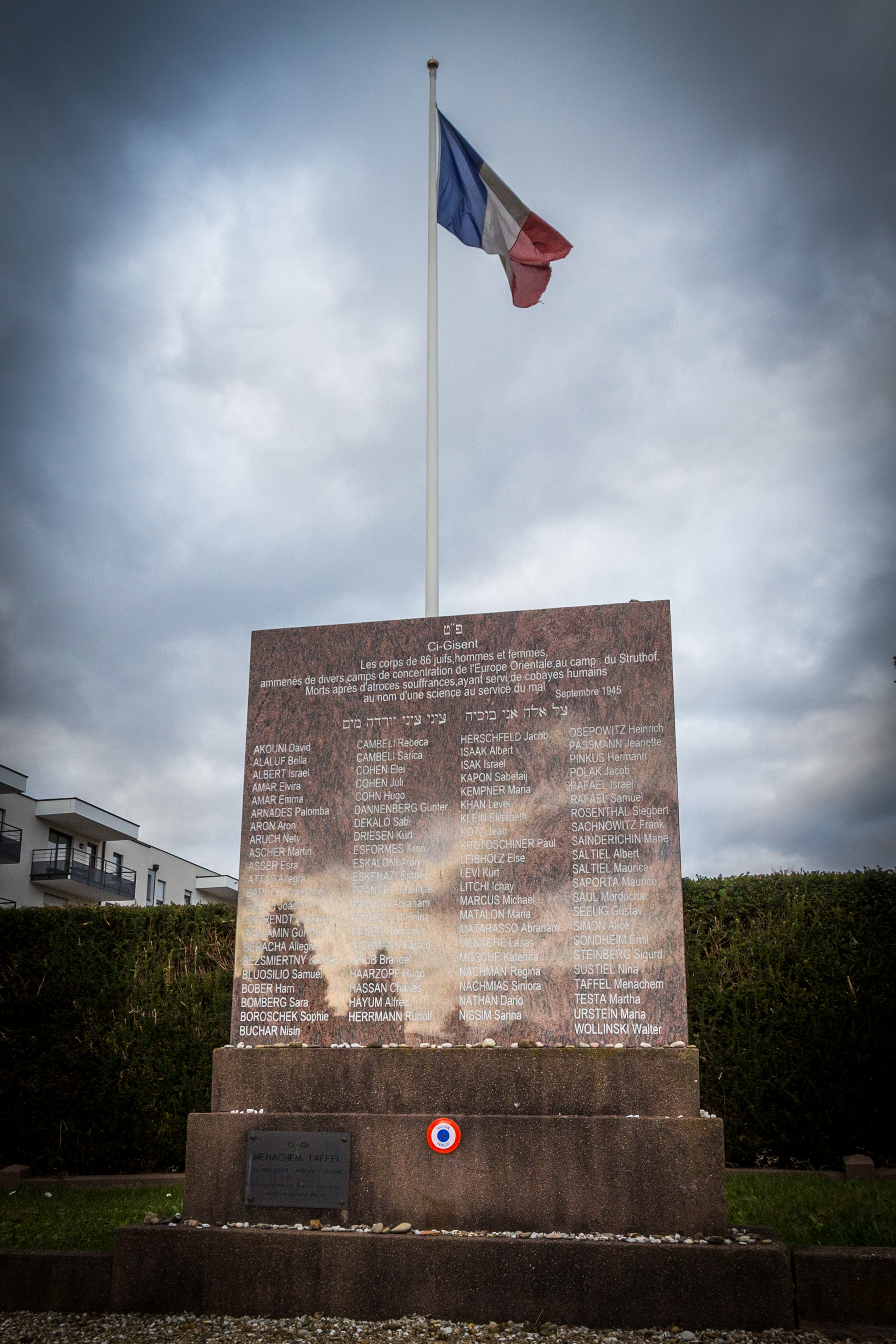
Mahnmal auf dem jüdischen Friedhof in Cronenbourg, 2014

Bei der Befreiung Straßburgs am 23. November 1944 wurden im anatomischen Institut der Universität 86 Leichen entdeckt. Jedoch fehlten zu diesem Zeitpunkt bei insgesamt 70 Toten die Köpfe. Einige Tage später, im Dezember 1944, meldete Henri Henripierre einer französischen Untersuchungskommission die Vorgänge in der Anatomie. Aus den entsprechenden Aufzeichnungen ergibt sich, wessen Leichen ganz, teilweise oder überhaupt nicht vernichtet wurden. Als im Januar 1945 die Daily Mail von Hirts Verbrechen berichtete, erwiderte dieser, es handele sich bei den gefundenen Schädeln um Exemplare unterschiedlichster Nationalitäten, die die Deutschen nach Ende des Ersten Weltkriegs zurückgelassen hätten.
Erst im Rahmen des Nürnberger Ärzteprozesses ab Dezember 1946 wurden die Pläne Hirts für eine historische Schädelsammlung bekannt. Noch im gleichen Jahr wurden die Leichen in einem Sammelgrab auf dem jüdischen Friedhof in Strasbourg-Cronenbourg beigesetzt. Ein Mahnmal erinnert dort an die 86 Opfer.
Erst 2018 wurde publik, dass die Skelette der 86 ermordeten Juden nicht in Straßburg, sondern andernorts ausgestellt werden sollten. Für Baupläne und Budgetierung einer Ausstellung in Straßburg wurden bisher keine Belege gefunden.

### Verurteilung von Bruno Beger
Am 8. Mai 1968 legte der damalige Generalstaatsanwalt Fritz Bauer in einer Anklageschrift die Museumspläne von Hirt und Beger dar. Bruno Beger wurde wegen Beihilfe zum gemeinschaftlichen Mord zu einer Haftstrafe von drei Jahren verurteilt, was der Mindeststrafe entsprach, da er laut Gericht nicht als (Mit-)Urheber der Schädelsammlung galt. Als Verantwortliche wurden Heinrich Himmler und August Hirt genannt, die sich jedoch bereits im Jahr 1945 das Leben genommen hatten.

## Kontroverse um historische Forschungsarbeit
Hans-Joachim Lang konnte durch seine Forschung die Identitäten sowie Lebensläufe der im KZ Natzweiler ermordeten 86 Opfer entschlüsseln und 2004 erstmals veröffentlichen.
Der Historiker Julien Reitzenstein lobte in seinem 2018 erschienenen Buch Das SS-Ahnenerbe und die Straßburger Schädelsammlung Langs Forschungsarbeit als „unverzichtbar bei der moralischen Bewertung eines der unmenschlichsten NS-Verbrechen.“ Allerdings sei Die Namen der Nummern ein Sachbuch, keine wissenschaftliche Studie. Man müsse deshalb von Lang keine Quellenkritik in wissenschaftlicher Tiefe erwarten.
Lang ging 2004 davon aus, dass August Hirt die Absicht gehabt habe, ein „Museum mit toten Juden als Exponaten“ (Lang) in Straßburg aufzubauen. Beger hielt er für eine Randfigur, unter anderem, weil dieser im Rang unter Hirt gestanden habe. Reitzenstein prüfte die Quellen zum Verbrechen und widerlegt die Annahme mit Verweis auf die Personalakten beider Täter. Ferner entgegnet er, dass Lang an entscheidenden Stellen nicht belegt oder aber Quellen manipuliert wiedergibt. Reitzenstein weist darauf hin, dass keine der zahlreichen Quellen belegt, dass Hirt sich im Gegensatz zu den meisten deutschen Anatomen jemals mit Juden befasst habe. Ebenso sei kein wissenschaftliches Ziel belegt, was Hirt an diesen Skeletten zeigen wollte, während für seine anderen Forschungsgebiete zahlreiche Korrespondenz vorhanden sei, die für seine Verurteilung als Kriegsverbrecher ausreichend gewesen sei. „Es konnte gezeigt werden, dass sowohl Hirt als auch Beger an der Ausführung des Verbrechens erheblichen Anteil hatten und dennoch nie adäquat verurteilt wurden.“
Sven Felix Kellerhoff schrieb in Die Welt, dass Henripierre kaum als neutraler Zeitzeuge gesehen werden könne. Neben seinem Antrag auf die deutsche Staatsbürgerschaft und sein Bekenntnis zum NS-Staat sei die Tatsache, dass er von der SS bezahlt wurde, belastend. Reitzenstein halte fest, dass die Geschichte von einem angeblichen Projekts Hirts mit Skeletten toter Juden ausschließlich auf Henripierre zurückgeht und es keine weiteren Quellen gebe. Im Gegensatz dazu sei das Handeln Begers in Straßburg Teil einer von 1938 bis 1945 kontinuierlich fortgesetzten Handlungskette.
Anfang 2019 rechtfertigte Lang sein Vorgehen in einem Artikel der FAZ und berichtete, dass Historiker Michel Kater und Reitzenstein in ihrer Bewertung der Schädelsammlung falsch lägen. Daraufhin erwiderte Reitzenstein in der Neuen Zürcher Zeitung und wies auf manipuliert wiedergegebene Belege in Langs Buch hin. Mitte 2019 ging Reitzenstein ausführlich auf Langs Beitrag in der FAZ ein. Er schrieb, dass Lang auch in seinem Zeitungsbeitrag seine Leser durch manipulierte Wiedergabe von Quellen täusche. An fünf Beispielen zeigte Reitzenstein, dass Lang unwahre Behauptungen verbreitete. Reitzenstein stellt alle Beiträge dieser Kontroverse auf der Homepage zum Buch nebeneinander.
Kurz zuvor hatte Lang sein Buch stark erweitert aktualisiert. Die meisten der von Reitzenstein bemängelten Punkte wurden dabei berichtigt. Allerdings hält Lang nach wie vor an der Glaubwürdigkeit Henripierres fest und rechnet das Projekt weiter Hirt zu. Allerdings erschien das Buch bislang nur in einer von Valentine Meunier übersetzten französischen Version, nicht in deutscher Sprache. Abgesehen von diesem Unterschied, bezüglich Urheberschaft und Ziel des Verbrechens, kommen Lang und Reitzenstein nun zu ähnlichen Ergebnissen des Tatablaufs. Lang nähert sich aus der Perspektive des Sachbuchautors, der die moralische Seite des Verbrechens spürbar macht, Reitzenstein aus der Perspektive des Historikers, der detaillierter differenziert.
Wolfgang Benz urteilte in der Süddeutschen Zeitung über Reitzensteins Forschungsergebnisse: „Die Wahrheit hinter den Legenden, die Reitzenstein in seiner luziden Studie zerstört, ist noch viel verstörender als der Befund selbst. (…) Das Ergebnis seiner Forschung ist keine angenehme, jedoch sehr notwendige Lektüre. (…) Seriöse Wissenschaft – das zeigt Reitzenstein – kann Augen öffnen.“ Nikoline Hansen ergänzte in der Jüdischen Rundschau: „Gelegentlich ist es notwendig, andere Fragen zu stellen und auch bekannte historische Narrative aus einer anderen Perspektive zu betrachten. (…) Julien Reitzenstein setzt damit eine unbequeme Tradition fort, die sich quasi durch das Denken gegen das Establishment auszeichnet.“ Sven Felix Kellerhoff urteilte: „Das Beispiel zeigt, dass kritische Geschichtswissenschaft auch die Aussagen von jahrzehntelang als verlässlich geltenden Kronzeugen infrage stellen sollte. Das ist keine Relativierung, sondern dient im Gegenteil der Aufarbeitung.“

## Dokumentarfilme
- Die Namen der 86 (Le nom des 86), Film von Emmanuel Heyd und Raphael Toledano, Dora Films, 2014, 63' (fr, en, de).
- Au nom de la race et de la science (Im Namen der Rasse und der Wissenschaft), Dokumentarfilm von Sonia Rolley, Axel et Trancrède Ramonet. Produktion Temps noir, Frankreich, 2013, 55' (fr).